# Càrrega base

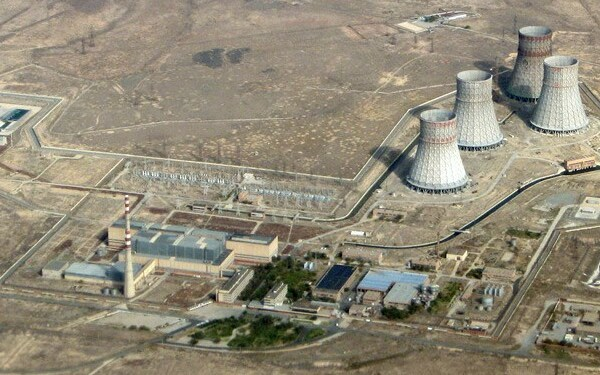
Algunes de les primeres centrals nuclears, com la VVER-440 (a la imatge de Metsamor), van ser dissenyades per al funcionament a càrrega base.

La càrrega base (també càrrega de base) és el nivell mínim de demanda en una xarxa elèctrica durant un període de temps, per exemple, una setmana. Aquesta demanda es pot satisfer mitjançant centrals elèctriques invariables o generació despatxable, depenent de quin enfocament tingui la millor combinació de cost, disponibilitat i fiabilitat en un mercat concret. La resta de la demanda, que varia al llarg del dia, es satisfà mitjançant fonts intermitents juntament amb generació gestionable (com ara centrals elèctriques de seguiment de càrrega, centrals elèctriques de punta, que es poden augmentar o disminuir ràpidament) o emmagatzematge d'energia.
Les centrals elèctriques que no canvien la seva potència de producció ràpidament, com ara algunes grans centrals de carbó o nuclears, generalment s'anomenen centrals de càrrega base. Al segle XX, la major part o tota la demanda de càrrega de base es va cobrir amb centrals elèctriques de càrrega de base, mentre que la nova capacitat basada en energies renovables sovint utilitza una generació flexible.

## Descripció
Els operadors de la xarxa accepten ofertes a llarg i curt termini per subministrar electricitat durant diversos períodes de temps i equilibren l'oferta i la demanda de manera contínua. Els ajustaments detallats es coneixen com el problema del compromís unitari en la producció d'energia elèctrica.
Si bé històricament les grans xarxes elèctriques utilitzaven centrals elèctriques invariables per satisfer la càrrega base, no hi ha cap requisit tècnic específic perquè això sigui així. La càrrega base es pot cobrir igualment amb la quantitat adequada de fonts d'energia intermitents i generació gestionable.
Les centrals elèctriques invariables poden ser de carbó, nuclears, de cicle combinat, que poden trigar diversos dies a engegar-se i aturar-se,  hidroelèctriques, geotèrmiques, de biogàs i de biomassa.
L'atribut desitjable de despatxabilitat s'aplica a algunes centrals de gas i hidroelèctriques. Els operadors de la xarxa també utilitzen la reducció de consum per aïllar les plantes de la xarxa quan no es necessita la seva energia.

## Economia

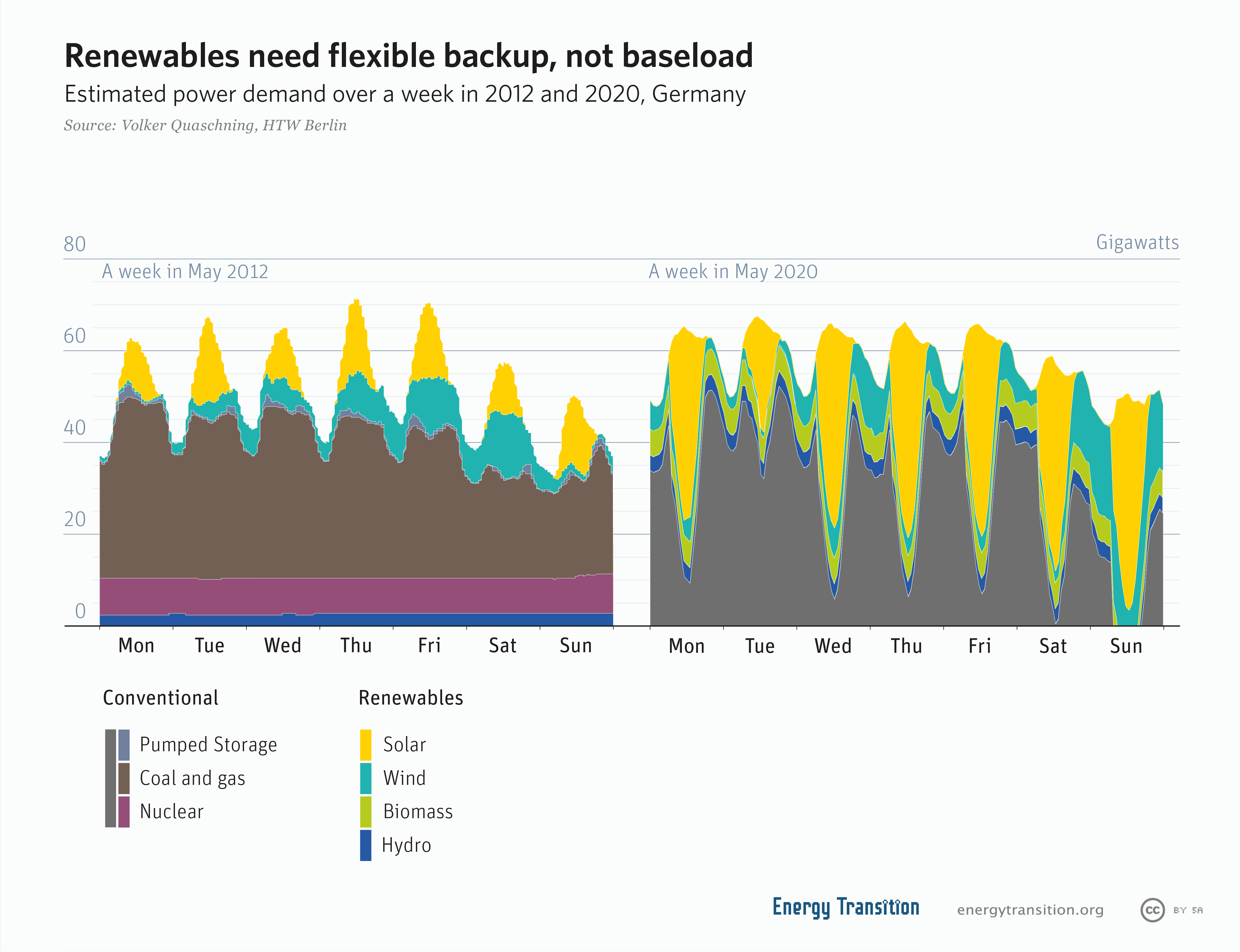
Les xarxes amb una alta penetració de fonts d'energia renovables generalment necessiten una generació més flexible que la generació de càrrega de base.

Els operadors de la xarxa sol·liciten ofertes per trobar les fonts d'electricitat més econòmiques durant períodes de compra a curt i llarg termini.
Tradicionalment, les centrals nuclears i de carbó tenien costos fixos elevats, un factor de càrrega de la planta elevat però costos marginals baixos. D'altra banda, els generadors de càrrega punta, com el gas natural, tenien costos fixos baixos, un factor de càrrega de planta baix i costos marginals elevats.
Algunes centrals de carbó i nuclears no modifiquen la producció per adaptar-se a les demandes de consum d'energia, ja que de vegades és més econòmic mantenir-les en funcionament a nivells de producció constants que reduir la producció durant els períodes en què el preu de l'energia és inferior al cost marginal, i no totes les centrals estan dissenyades per a això. L'AIE ha suggerit que les centrals de carbó no haurien de funcionar com a càrrega base, ja que emeten molt diòxid de carboni, cosa que provoca el canvi climàtic. Algunes centrals nuclears, com les de França, són físicament capaces de ser utilitzades com a centrals de seguiment de càrrega i alteren la seva producció, fins a cert punt, per ajudar a satisfer les diferents demandes.
Algunes centrals de cicle combinat que normalment funcionen amb gas poden proporcionar energia de càrrega base, així com poder ser ciclat de manera rendible amunt i avall per adaptar-se a les fluctuacions més ràpides del consum.
Segons el director executiu de National Grid plc, Steve Holliday, el 2015, i altres, la càrrega de base està "obsoleta". El 2019, Steve Holliday havia deixat el seu càrrec de CEO de National Grid plc i va declarar públicament que "és difícil concebre que l'energia nuclear no tingui un paper important".